# 크립토나이트
크립토나이트(Kryptonite)는 DC 코믹스가 출판한 슈퍼맨 이야기에 주로 등장하는 가상의 물질이다. 가장 잘 알려진 형태는 슈퍼맨의 고향인 크립톤에서 유래한 녹색 결정질 물질로, 크립톤인을 약화시키고 심지어 죽일 수도 있는 독특하고 유독한 방사선을 방출한다. 크립토나이트 방사선은 납을 제외한 모든 원소를 통해 전달될 수 있다. 따라서 슈퍼맨은 방사선으로부터 자신을 보호하기 위해 특별한 리드 슈트를 가지고 있다. 빨간색과 금색 크립토나이트와 같은 다른 종류의 크립토나이트가 있는데, 이는 다르지만 여전히 일반적으로 부정적인 영향을 미친다.
배트맨, 렉스 루터, 메탈로, 티타노는 크립토나이트를 사용하는 것으로 자주 등장하는 주목할만한 4명의 캐릭터이다. 크립토나이트를 사용하는 최초의 캐릭터는 자신의 아군이 정신을 차릴 경우(종종 슈퍼맨이 그런 예방 조치를 취하라고 촉구하는 경우) 그를 막기 위한 최후의 방법으로 물질을 운반한 것이다. 다음 두 사람은 광물을 사용하여 슈퍼맨을 막거나 무기에 통합하고, 네 번째 사람은 크립토나이트와 우라늄에 동시에 노출되어 변경된 후 눈에서 크립토나이트 방사선 광선을 투사할 수 있다.
슈퍼맨의 인기로 인해 크립토나이트는 "아킬레스 건"과 동의어인 매우 악용 가능한 약점의 대명사가 되었다.